# Любиша Георгиевски
Любиша Георгиевски (на македонска литературна норма: Љубиша Георгиевски) е театрален и филмов режисьор, писател и есеист, университетски преподавател. Любиша Георгиевски е също политик, член на изпълнителния комитет на една от най-големите партии в Република Македония – ВМРО-ДПМНЕ и председател на Събранието на Република Македония от 1 август 2006 година до 21 юни 2008 година.

## Биография

### Режисьор и писател
Роден е на 30 май 1937 година в Битоля, тогава в Кралство Югославия. Завършва основно и средно образование в родния си град. В 1961 година завършва режисура в Академията за театър, филм, радио и телевизия в Белград. Започва работа в Битолския народен театър в 1961 година с дебютната си постановка „Потоп“ от Уго Бети.
Като театрален режисьор, има поставени на сцена над 160 постановки в Република Македония, СР Югославия, Хърватия, Босна и Херцеговина, Словения, България, Румъния, Полша, САЩ.
Георгиевски преподава театрална режисура и актьорско майсторство във Факултета за драматични изкуства на Скопския университет. Като гостуващ професор преподава онтология и феноменология на театъра в Университета на Южна Калифорния и Университета на Тексас.
Има издадени десетина книги. Като филмов режисьор режисира четири филма. Като новинар има публикувани над двеста авторски колони в „Дневник“.
Носител е на Награда „11 октомври“ (1981), Наградата на Сдружението на драматичните артисти в Социалистическа република Македония (1962), „Войдан Чернодрински“ (1965, 1990, 1994), „Стеря“ (1965, 1981), „Златен венец“ на МЕС Сараево (1969, 1974, 1976, 1977, 1978), Награда на Сдружението на театрлните работници на Босна и Херцеговина (1972), „Йоаким Вуич“ (1974).

### Политик
На президентските избори през 1994 г. Георгиевски е кандидат за президент на ВМРО-ДПМНЕ.
От 2000 до 2004 г. е извънреден и пълномощен посланик на Република Македония в България.
Говори английски, френски, италиански и руски език, служи си още със словенски, полски и румънски.

## Творби
Постановки
| Име                              | Име                                 | Автор              | Година |
| -------------------------------- | ----------------------------------- | ------------------ | ------ |
| „Потоп“                          | „Потоп“                             | Уго Бети           | 1961   |
| „Физичари“                       | „Физиците“                          | Фридрих Дюренмат   | 1962   |
| „Арсеник и стара тантела“        | „Арсеник и стари дантели“           | Джоузеф Кесълринг  |        |
| „Швејк во Втората светска војна“ | „Швейк през Втората световна война“ | Бертолт Брехт      | 1965   |
| „Хамлет“                         | „Хамлет“                            | Уилям Шекспир      | 1966   |
| „Партитура за еден Мирон“        | „Партитура за един Мирон“           | Коле Чашуле        | 1967   |
| „Покојник“                       | „Покойник“                          | Бранислав Нушич    | 1967   |
| „Свадбата на Мара“               | „Сватбата на Мара“                  | Владимир Костов    | 1976   |
| „Црнила“                         | „Чернила“                           | Коле Чашуле        | 1977   |
| „Суд“                            | „Съд“                               |                    | 1978   |
| „Мандрагола“                     | „Мандрагора“                        | Николо Макиавели   | 1980   |
| „Еригон“                         | „Еригон“                            | Йордан Плевнеш     | 1982   |
| „Јулиј Цезар“                    | „Юлий Цезар“                        | Уилям Шекспир      | 1982   |
| „Хај-фај“                        | „Хай-фай“                           | Горан Стефановски  | 1982   |
| „Mazedonische Zustände“          | „Mazedonische Zustände“             | Йордан Плевнеш     | 1984   |
| „Југословенска антитеза“         | „Югославска антитеза“               | Йордан Плевнеш     | 1985   |
| „Керубин“                        | „Керубин“                           |                    | 1988   |
| „Сирано де Бержерак“             | „Сирано дьо Бержерак“               | Едмон Ростан       | 1991   |
| „Ојдип тиранин“                  | „Едип Тиранинът“                    | Софокъл            | 1993   |
| „Чекајќи го Годо“                | „В очакване на Годо“                | Самюъл Бекет       | 1994   |
| „Одам на лов“                    | „Господинът е на лов“               | Жорж Фейдо         | 1995   |
| „Глембаеви“                      | „Господа Глембаеви“                 | Мирослав Кърлежа   | 1996   |
| „Гардеробер“                     | „Гардеробиерът“                     | Роналд Харвуд      | 1996   |
| „Ифигенија во Авлида“            | „Ифигения в Авлида“                 | Еврипид            | 1996   |
| „Вишновата градина“              | „Вишнева градина“                   | Антон Чехов        | 1997   |
| „Веселите жени од Виндзор“       | „Веселите уиндзорки“                | Уилям Шекспир      | 1997   |
| „Филоктет“                       | „Филоктет“                          | Любиша Георгиевски | 1998   |
| „Последната ноќ на Сократ“       | „Последната нощ на Сократ“          | Стефан Цанев       | 1999   |
| „Армагедон“                      | „Армагедон“                         | Любиша Георгиевски | 2000   |

Филми
| Име                     | Име                    | Година |
| ----------------------- | ---------------------- | ------ |
| „Под исто небо“         | „Под същото небе“      | 1964   |
| „Планината на гневот“   | „Планината на гнева“   | 1968   |
| „Републиката во пламен“ | „Републиката в пламък“ | 1969   |
| „Цената на градот“      | „Цената на града“      | 1970   |

Пиеси
| Име         | Име         | Година |
| ----------- | ----------- | ------ |
| „Црна“      | „Черна“     | 1989   |
| „Фило“      | „Фило“      | 1998   |
| „Армагедон“ | „Армагедон“ | 2001   |

Книги
| Име                                | Име                                 | Година |
| ---------------------------------- | ----------------------------------- | ------ |
| „Политичката иднина на Македонија“ | „Политическата иднина на Македония“ | 1991   |
| „Претседателски кандидат“          | „Председателски кандидат“           | 1998   |